# Îles Cook aux Jeux olympiques d'été de 2020
Les Îles Cook participent aux Jeux olympiques de 2020 à Tokyo au Japon. Il s'agit de leur 9e participation à des Jeux d'été.

## Athlètes engagés
| Sport       | Hommes | Femmes | Total |
| ----------- | ------ | ------ | ----- |
| Athlétisme  | 1      | 0      | 1     |
| Canoë-kayak | 1      | 2      | 3     |
| Natation    | 1      | 1      | 2     |
| Total       | 3      | 3      | 6     |

### Athlétisme
Les Îles Cook bénéficient d'une place attribuée au nom de l'universalité des Jeux. Alex Beddoes dispute le 800 mètres masculin.
| Athlète      | Épreuve        | 1er tour         | 1er tour | Demi-finale | Demi-finale | Finale  | Finale  |
| Athlète      | Épreuve        | Temps            | Rang     | Temps       | Rang        | Temps   | Rang    |
| ------------ | -------------- | ---------------- | -------- | ----------- | ----------- | ------- | ------- |
| Alex Beddoes | 800 m masculin | 1 min 47 s 26 NR | 7e       | Éliminé     | Éliminé     | Éliminé | Éliminé |

### Canoë-kayak
| Athlète      | Compétition       | Série          | Série | Quarts de finale | Quarts de finale | Demi-finale | Demi-finale | Finale Finale B Finale C | Finale Finale B Finale C |
| Athlète      | Compétition       | Temps          | Rang  | Temps            | Rang             | Temps       | Rang        | Temps                    | Rang                     |
| ------------ | ----------------- | -------------- | ----- | ---------------- | ---------------- | ----------- | ----------- | ------------------------ | ------------------------ |
| Kohl Horton  | K1 200 m hommes   | 40 s 061       | 4e    | Abandon          | Abandon          | Éliminé     | Éliminé     | Éliminé                  | Éliminé                  |
| Kohl Horton  | K1 1 000 m hommes | 4 min 24 s 679 | 6e    | 4 min 39 s 138   | 6e               | Éliminé     | Éliminé     | Éliminé                  | Éliminé                  |
| Jade Tierney | K1 200 m femmes   | 48 s 271       | 6e    | 49 s 290         | 8e               | Éliminée    | Éliminée    | Éliminée                 | Éliminée                 |

| Athlète       | Compétition | Série    | Série | Série    | Série | Série    | Série | Demi-finale | Demi-finale | Finale   | Finale   |
| Athlète       | Compétition | Run 1    | Rang  | Run 2    | Rang  | Meilleur | Rang  | Temps       | Rang        | Temps    | Rang     |
| ------------- | ----------- | -------- | ----- | -------- | ----- | -------- | ----- | ----------- | ----------- | -------- | -------- |
| Jane Nicholas | C-1 féminin | 151 s 95 | 19e   | 205 s 74 | 22e   | 151 s 95 | 21e   | Éliminée    | Éliminée    | Éliminée | Éliminée |
| Jane Nicholas | K-1 féminin | 150 s 17 | 23e   | 120 s 10 | 20e   | 120 s 10 | 21e   | 144 s 84    | 22e         | Éliminée | Éliminée |

### Natation
| Athlète                 | Épreuve                   | Série         | Série | Demi-finale | Demi-finale | Finale   | Finale   |
| Athlète                 | Épreuve                   | Temps         | Rang  | Temps       | Rang        | Temps    | Rang     |
| ----------------------- | ------------------------- | ------------- | ----- | ----------- | ----------- | -------- | -------- |
| Wesley Roberts          | 200 m nage libre masculin | 1 min 50 s 41 | 37e   | Éliminé     | Éliminé     | Éliminé  | Éliminé  |
| Wesley Roberts          | 400 m nage libre masculin | 3 min 55 s 65 | 30e   | Non disputé | Non disputé | Éliminé  | Éliminé  |
| Kirsten Fisher-Marsters | 100 m brasse féminin      | 1 min 13 s 98 | 36e   | Éliminée    | Éliminée    | Éliminée | Éliminée |